# Joseph Collard
Pour les articles homonymes, voir Collard.
Joseph Collard est un humoriste belge né le 8 octobre 1953 à Ave-et-Auffe (commune de Rochefort, province de Namur).
Il devient connu à partir de 1984, lorsqu'il crée avec Jean-Louis Danvoye le duo-comique « Les Founambules ». Leur spécialité est le mime.
De 1984 à 2004, divers spectacles sont mis en place, dont les plus connus sont :
- Le Pied sur la savonnette
- Flic-flac (mis en scène par Franco Dragone)
- Caramba
- Camping-pong

Ces spectacles sont joués dans toute l'Europe et au Canada.
En 2005, Joseph Collard décide de se lancer seul et crée son premier spectacle Zig-Zag, qui est aussi joué en Europe, mais aussi au Brésil et au Japon.
En 2008, Joseph Collard arrête de jouer son spectacle pour rejoindre à Montréal le Cirque du Soleil. Il y est engagé pour jouer dans le spectacle OVO, puis reste engagé sur d'autres spectacles plus récents.